# Genil
Le Genil est une rivière espagnole, affluent du Guadalquivir. C'est le deuxième cours d'eau d'Andalousie après le Guadalquivir en fonction du débit.

## Géographie
Il prend sa source dans la Sierra Nevada (province de Grenade) au nord du Mulhacén. Il continue sa route de 358 km vers le nord pour se jeter finalement dans le Guadalquivir sur sa gauche. 
Sa connexion avec le Guadalquivir, route commerciale importante de la péninsule ibérique, a certainement contribué au développement des communautés environnantes .
Il traverse les villes de Grenade, Loja, Puente Genil et Écija. À Grenade il donne son nom à l'alcázar Genil, un palais construit vers 1218 par l'almohade Sayyid Ishaq moins de 20 ans avant que la dynastie nasride ne prenne Grenade.

## Affluents
Ses principaux affluents sont la Rivière Cabra (es) et la Rivière Anzur.

## Étymologie
Appelé par les Romains Singilis, son nom moderne dérive des noms maures, (Sinyil, Sannil, ou Sinnil), eux-mêmes issus du nom romain. 